# Richard Drögereit
Richard Robert Ferdinand Drögereit (* 25. Januar 1908 in Essen; † 2. Oktober 1977 in Bad Bergzabern) war ein deutscher Historiker und Archivar.
Seine Eltern waren der Bürovorsteher Richard Drögereit und Luise, geb. Barthold. 1936 heiratete er Hertha Eller.
Drögereit besuchte die Essener Krupp-Oberrealschule und studierte in Göttingen, Münster und Exeter neben seinen Hauptfächern Geschichte, Englisch und Germanistik ab 1927 auch historische Hilfswissenschaften bei Alfred Hessel und Karl Brandi, bei denen er 1932 in Göttingen mit einer Arbeit zur angelsächsischen Königskanzlei promoviert wurde.
Nach Vorbereitungsdienst wurde er 1934 Archivar am Staatsarchiv Hannover, unterbrochen von jugoslawischer Kriegsgefangenschaft bis 1949. 1960 wurde er zum Niedersächsischen Staatsarchiv in Stade versetzt, dessen Leitung er bis 1973 übernahm.
Ab 1955 war er Mitherausgeber des Jahrbuchs der Gesellschaft für niedersächsische Kirchengeschichte sowie der Studien zur niedersächsischen Kirchengeschichte.
An der Universität Hamburg übernahm er zudem ab 1962 Lehraufträge am Historischen Seminar und erhielt eine Honorarprofessur, 1969 eine Professur für Historische Hilfswissenschaften.
Drögereit befasste sich mit angelsächsischer Geschichte (Beziehungen Nordwestdeutschlands zu England) und Frühgeschichte der Herzogtümer Bremen und Verden (Verdener Gründungsfälschung). Ausgehend von seinen kulturgeschichtlichen Studien zur Abtei Werden und zur Herkunft des Heliand interessierten ihn religionsgeschichtliche Fragen (Missionsgeschichte, Kirchen- und Altar-Patrozinen). Nach Genesung von einer lang zurückliegenden Erkrankung verstarb er plötzlich in Bergzabern.

## Schriften (Auswahl)
- Gab es eine angelsächsische Königskanzei? In: Archiv für Urkunden-Forschung, Bd. 13 (1935), S. 335–346 (Dissertation Universität Göttingen).
- Die Besiedlung Britanniens durch die Angelsachsen. In: Nachrichten aus Niedersachsens Urgeschichte, Bd. 13 (1939), S. 47–95.
- Quellen zur Geschichte Kurhannovers im Zeitalter der Personalunion mit England, 1714-1803 (= Quellenhefte zur niedersächsischen Geschichte, H. 2). Lax, Hildesheim 1949.
- Werden und der Heliand. Studien zur Kulturgeschichte der Abtei Werden und zur Herkunft des Heliand (= Beiträge zur Geschichte von Stadt und Stift Essen, Bd. 66). Fredebeul & Koenen, Essen 1950.
- War Ansgar Erzbischof von Hamburg oder Bremen? In: Jahrbuch der Gesellschaft für Niedersächsische Kirchengeschichte, Bd. 70 (1972), S. 107–132.
- Sachsen, Angelsachsen, Niedersachsen. Ausgewählte Aufsätze in einem dreibändigen Werk. Verlag Commercium, Hamburg 1978.
- Materialien zur Geschichte des ehemaligen Bistums Verden. Nach einem unvollendeten Manuskript aus dem Nachlaß. Verdener Heimatbund, Verden 1981.